# Edigar Junio
Edigar Junio Teixeira Lima (Gama, 6 maggio 1991) è un calciatore brasiliano, attaccante del V-Varen Nagasaki.

## Caratteristiche tecniche
È un centravanti.

## Carriera
Cresciuto nelle giovanili dell'Athl. Paranaense, ha esordito in prima squadra il 1º luglio 2011 in occasione del match di campionato perso 3-1 contro la Fluminense.

## Statistiche

### Presenze e reti nei club
Statistiche aggiornate al 2 dicembre 2024..
| Stagione                  | Squadra                   | Campionato                | Campionato | Campionato | Coppe nazionali | Coppe nazionali | Coppe nazionali | Coppe continentali | Coppe continentali | Coppe continentali | Altre coppe | Altre coppe | Altre coppe | Totale | Totale | Totale |
| Stagione                  | Squadra                   | Comp                      | Pres       | Reti       | Comp            | Pres            | Reti            | Comp               | Pres               | Reti               | Comp        | Pres        | Reti        | Pres   | Reti   |        |
| ------------------------- | ------------------------- | ------------------------- | ---------- | ---------- | --------------- | --------------- | --------------- | ------------------ | ------------------ | ------------------ | ----------- | ----------- | ----------- | ------ | ------ | ------ |
| 2011                      | Athl. Paranaense          | A1/PR+A                   | 0+12       | 0+3        | CB              | 0               | 0               | CS                 | 1                  | 0                  |             | -           | -           | 13     | 3      |        |
| 2012                      | Athl. Paranaense          | A1/PR+B                   | 10+6       | 3+0        | CB              | 6               | 2               |                    | -                  | -                  |             | -           | -           | 22     | 5      |        |
| 2013                      | Athl. Paranaense          | A1/PR+A                   | 13+0       | 3+0        | CB              | 0               | 0               |                    | -                  | -                  |             | -           | -           | 13     | 3      |        |
| 2013                      | Joinville                 | PD/SC+B                   | 0+26       | 0+7        | CB              | 0               | 0               |                    | -                  | -                  |             | -           | -           | 26     | 7      |        |
| 2014                      | Joinville                 | PD/SC+B                   | 16+37      | 4+12       | CB              | 2               | 0               |                    | -                  | -                  |             | -           | -           | 55     | 16     |        |
| 2015                      | Athl. Paranaense          | A1/PR+A                   | 9+5        | 1+1        | CB              | 2               | 0               |                    | -                  | -                  |             | -           | -           | 16     | 2      |        |
| Totale Atl. Paranaense    | Totale Atl. Paranaense    | Totale Atl. Paranaense    | 55         | 11         |                 | 8               | 2               |                    | 1                  | 0                  |             | -           | -           | 64     | 13     |        |
| 2015                      | Joinville                 | PD/SC+A                   | 0+20       | 0+1        | CB              | 0               | 0               | CS                 | 0                  | 0                  |             | -           | -           | 20     | 1      |        |
| Totale Joinville          | Totale Joinville          | Totale Joinville          | 99         | 24         |                 | 2               | 0               |                    | 0                  | 0                  |             | -           | -           | 101    | 26     |        |
| 2016                      | Bahia                     | PD/BA+B                   | 11+27      | 5+8        | CB              | 1               | 1               |                    | -                  | -                  | CDN         | 8           | 2           | 47     | 16     |        |
| 2017                      | Bahia                     | PD/BA+A                   | 7+26       | 0+12       | CB              | 0               | 0               |                    | -                  | -                  | CDN         | 7           | 3           | 40     | 15     |        |
| 2018                      | Bahia                     | PD/BA+A                   | 9+3        | 1+0        | CB              | 0               | 0               | CS                 | 1                  | 0                  | CDN         | 7           | 4           | 20     | 5      |        |
| 2019                      | Yokohama F·Marinos        | J1                        | 16         | 11         | CG+CdL          | 0               | 0               |                    | -                  | -                  |             | -           | -           | 16     | 11     |        |
| feb.-ott. 2020            | Yokohama F·Marinos        | J1                        | 16         | 3          | CG+CdL          | 0+1             | 0+0             |                    | -                  | -                  | SG          | 1           | 0           | 18     | 3      |        |
| Totale Yokohama F Marinos | Totale Yokohama F Marinos | Totale Yokohama F Marinos | 32         | 14         |                 | 1               | 0               |                    | -                  | -                  |             | 1           | 0           | 34     | 14     |        |
| ott.-dic. 2020            | V-Varen Nagasaki          | J2                        | 11         | 5          | CG+CdL          | 0               | 0               |                    | -                  | -                  |             | -           | -           | 11     | 5      |        |
| 2021                      | V-Varen Nagasaki          | J2                        | 32         | 15         | CG+CdL          | 0               | 0               |                    | -                  | -                  |             | -           | -           | 32     | 15     |        |
| 2022                      | V-Varen Nagasaki          | J2                        | 41         | 12         | CG+CdL          | 0               | 0               |                    | -                  | -                  |             | -           | -           | 41     | 12     |        |
| 2023                      | V-Varen Nagasaki          | J2                        | 10         | 2          | CG+CdL          | 1+0             | 0+0             |                    | -                  | -                  |             | -           | -           | 11     | 2      |        |
| 2024                      | V-Varen Nagasaki          | J2                        | 28+1       | 15+0       | CG+CdL          | 1+2             | 0+1             |                    | -                  | -                  |             | -           | -           | 32     | 16     |        |
| Totale V-Varen Nagasaki   | Totale V-Varen Nagasaki   | Totale V-Varen Nagasaki   | 123        | 49         |                 | 4               | 1               |                    | -                  | -                  |             | -           | -           | 127    | 50     |        |
| Totale carriera           | Totale carriera           | Totale carriera           | 392        | 124        |                 | 16              | 4               |                    | 2                  | 0                  |             | 23          | 9           | 433    | 137    |        |

## Palmarès
- J1 League: 1

Yokohama F·Marinos: 2019